# Leo Weisgerber

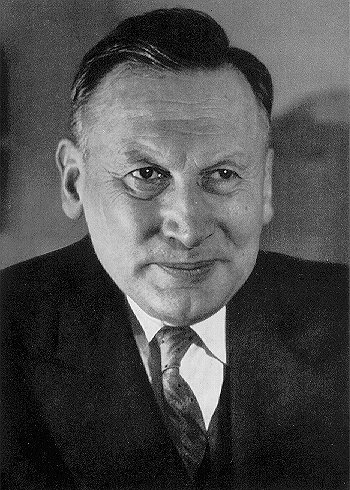
Leo Weisgerber (vor 1959)

Johann Leo Weisgerber (* 25. Februar 1899 in Metz; † 8. August 1985 in Bonn) war ein deutscher Sprachwissenschaftler und Keltologe. Er ist der Begründer der Inhaltbezogenen Grammatik (Sprachinhaltsforschung).

## Biografie
Leo Weisgerber war der Sohn des Leiters der Elementarschule St. Vincenz in Metz, Nikolaus Ludwig Weisgerber, und seiner Ehefrau Maria, geb. Müller. Seine Mutter verlor er im Alter von fünf Jahren, seinen Vater, als er 14 Jahre alt war. Sein älterer Bruder war der spätere Jurist Joseph Weisgerber.
Weisgerber besuchte die Elementarschule St. Vincenz in Metz, danach die Domschule St. Arnulf und das Lyceum zu Metz, wo er 1917 die Reifeprüfung ablegte. Anschließend war er im Ersten Weltkrieg Soldat in Flandern. Nach Kriegsende fand er in seiner Heimatstadt, die inzwischen wieder französisch geworden war, keine Zuflucht mehr.
Er ging nach Bonn und begann im Herbst 1918 sein Studium an der Universität Bonn in den Fächern Indogermanistik, Vergleichende Sprachwissenschaft, Germanistik, Romanistik und Keltologie. Nach Zwischensemestern in München und Leipzig wurde er 1923 mit einer keltologischen Dissertation bei Rudolf Thurneysen, dem Begründer der deutschen Keltologie, in der Philosophischen Fakultät der Universität Bonn promoviert. 1925 habilitierte er sich dort mit der Schrift Sprache als gesellschaftliche Erkenntnisform (bis 2008 unveröffentlicht). Außerdem hatte er 1923 die Prüfung für das Lehramt an höheren Schulen in den Fächern Deutsch, Französisch und Vergleichende Sprachwissenschaft abgelegt.
Seit 1925 arbeitete Weisgerber an der Städtischen Oberrealschule Bonn und zugleich als Privatdozent an der Bonner Universität, wo er 1926 auch die Vertretung der Sprachwissenschaft und die Leitung des Sprachwissenschaftlichen Seminars übernahm. Außerdem war er von 1926 bis 1927 Dozent für Deutschunterricht und Volkskunde an der 1925 gegründeten Pädagogische Akademie Bonn. 1927 erhielt er einen Ruf als Professor für Vergleichende Sprachwissenschaft und Sanskrit an die Universität Rostock. 1936 wurde er zum korrespondierenden Mitglied der Göttinger Akademie der Wissenschaften gewählt. 1938 wurde er von dort auf den Lehrstuhl für Allgemeine und Indogermanische Sprachwissenschaft der Universität Marburg berufen, 1942 wechselte er zur Universität Bonn auf den Lehrstuhl für Keltologie und Allgemeine Sprachwissenschaft.
Rufe an die Universitäten Tübingen (1946) und München (1952) lehnte er ab und lehrte bis zu seiner Emeritierung 1967 in Bonn. Zu seinen Schülern gehören Helmut Gipper, Sprachwissenschaftler an den Universitäten Bonn und Münster, und Rudolf Hoberg, (germanistischer) Sprachwissenschaftler an der TU Darmstadt.
Neben seiner Universitätstätigkeit übernahm Leo Weisgerber noch eine große Zahl weiterer Aufgaben. In den Jahren 1940 bis 1944 war er im Funkhaus Rennes (Frankreich) zuständig für die Sendungen in bretonischer Sprache, in Bonn war er Mitdirektor des Instituts für geschichtliche Landeskunde der Rheinlande, er initiierte das Arbeitsvorhaben Sprache und Gemeinschaft im Schwerpunktprogramm der Deutschen Forschungsgemeinschaft, in dem er mit vielen Sprachwissenschaftlern aus der Bundesrepublik und der DDR sowie mit ausländischen Kollegen zusammenarbeitete. Er war Mitbegründer des Instituts für deutsche Sprache in Mannheim und gründete 1950 die Zeitschrift Wirkendes Wort, die bis heute erscheint.

## Verhältnis zum Nationalsozialismus
Weisgerbers Verhältnis zum Nationalsozialismus ist Gegenstand wissenschaftshistorischer Kontroversen.
Einerseits geriet er aus konfessionellen Gründen in Konflikte, als er sich gegen die von den Nazis betriebene Schließung der katholischen Volksschule in Rostock wehrte, die er selbst mitgegründet hatte. Das Regime wollte ihm untersagen, seine Kinder auf diese Schule zu schicken. 1938 wurde die Schule von den Nazis geschlossen. Nach heftigem Streit, besonders mit dem mecklenburgischen Gauleiter Friedrich Hildebrandt, war Leo Weisgerber froh, von Rostock an die Universität Marburg wechseln zu können.
Andererseits arbeitete er seit 1940 direkt mit nationalsozialistischen Institutionen zusammen, als er sich als Mitarbeiter (Sonderführer) der Propaganda-Abteilung des Militärbefehlshabers in Frankreich beteiligte. Er baute in der Bretagne ein bretonischsprachiges Radioprogramm auf und unterstützte im Sinne nationalsozialistischer Frankreichpolitik bretonische Autonomiebestrebungen. 1941 war er an der Gründung des „Keltischen Institutes der Bretagne“ beteiligt. Spätestens seit 1944 arbeitete Weisgerber mit dem Reichssicherheitshauptamt zusammen. Von 1933 bis 1945 finden sich in Weisgerbers Schriften verstärkt auch Anlehnungen an völkische und rassistische Vorstellungen.
Weisgerber war aber zu keinem Zeitpunkt Parteimitglied. Nach 1945 wurde er als unbelastet eingestuft und wurde wieder in seine Professur eingesetzt.

## Wirkung
Weisgerber wandte sich von der historischen, diachronen Betrachtung der Grammatik ab und ging über zu einer Analyse der gegenwärtigen synchronen Sprache. Während er sich in seiner Habilitationsschrift noch auf Anregungen Ferdinand de Saussures berief, hat er solche Bezüge in späteren Werken zugunsten anderer Autoritäten nicht mehr hergestellt. Seine Betonung der weltbildbestimmenden Rolle der „Muttersprache“ berief sich – nach Ansicht seiner Kritiker zu Unrecht – auf Wilhelm von Humboldt. Der Sprachwissenschaftler Christopher Hutton nannte Weisgerbers sprachwissenschaftlichen Ansatz in seiner Geschichte der deutschen Sprachwissenschaft während der Jahre 1933–1945 „mother-tongue fascism“, während Weisgerber selbst nach 1945 seine sprachwissenschaftlichen Beiträge aus der Zeit des Nationalsozialismus als implizit antirassistischen und antinationalsozialistischen Widerstand verstanden wissen wollte.
Zwischen 1945 und 1960 war die von ihm vertretene „energetische Sprachwissenschaft“ die dominierende sprachwissenschaftliche Schule in Deutschland. Seine „inhaltbezogene Grammatik“ dominierte vor allem die Konzeption der frühen Auflagen der „Duden“-Grammatik. Gegen die seit Beginn der 1960er auftretende moderne Linguistik, die an den europäischen Strukturalismus und an die Generative Grammatik anschloss, trat er wiederholt mit scharfer Kritik auf (u. a. in Zweimal Sprache, 1973). Seit dieser Zeit geriet Weisgerbers Werk zunehmend in Vergessenheit und wird in Deutschland nur noch von einigen seiner Schüler fortgesetzt. Seit den 1990er Jahren werden Weisgerbers Thesen über die Bedeutung der Muttersprache für eine Sprachgemeinschaft von russischen Sprachwissenschaftlern häufiger zitiert, bereits zuvor wurde sein Werk in Japan und Korea rezipiert, während es in Westeuropa und den Vereinigten Staaten kein größeres Echo fand.
Weisgerber hatte großen Einfluss auf die Entwicklung des Sprachunterrichts im Fach Deutsch, seine Bedeutung für die Reform der deutschen Orthographie fand in jüngerer Zeit Beachtung.

## Würdigung
Für seine Arbeit wurde Weisgerber mit dem Konrad-Duden-Preis der Stadt Mannheim (1959), dem Ehrendoktorat der Katholischen Universität Leuven (Belgien, 1965) und dem Bundesverdienstkreuz (1975) ausgezeichnet.

## Nachweise
1. ↑  BBF/DIPF/Archiv, Gutachterstelle des BIL – Personalbögen der Lehrer höherer Schulen Preußens (Memento des Originals vom 22. Februar 2014 im Internet Archive)  Info: Der Archivlink wurde automatisch eingesetzt und noch nicht geprüft. Bitte prüfe Original- und Archivlink gemäß Anleitung und entferne dann diesen Hinweis..
2. ↑  Holger Krahnke: Die Mitglieder der Akademie der Wissenschaften zu Göttingen 1751–2001 (= Abhandlungen der Akademie der Wissenschaften zu Göttingen, Philologisch-Historische Klasse. Folge 3, Bd. 246 = Abhandlungen der Akademie der Wissenschaften in Göttingen, Mathematisch-Physikalische Klasse. Folge 3, Bd. 50). Vandenhoeck & Ruprecht, Göttingen 2001, ISBN 3-525-82516-1, S. 255.
3. ↑  Gerd Simon: Zündschnur zum Sprengstoff. Leo Weisgerbers keltologische Forschungen und seine Tätigkeit als Zensuroffizier in Rennes während des 2. Weltkriegs. In: Linguistische Berichte. 79, 1982, S. 30–52; Joachim Lerchenmüller: Wissenschaft im Weltanschauungskrieg. Weisgerbers Arbeit in der besetzten Bretagne und die Wissenschaftspolitik der SS. In: K. D. Dutz (Hrsg.): Interpretation und Re-Interpretation. 2000, S. 175–196.
4. ↑  Walter Boehlich: Irrte hier Walter Boehlich? In: Frankfurter Hefte. 19, 1964, S. 731–736; Clemens Knobloch: Volkhafte Sprachforschung. Studien zum Umbau der Sprachwissenschaft in Deutschland zwischen 1918 und 1945. Niemeyer, Tübingen 2005, S. 96–103.
5. ↑  Klaas-Hinrich Ehlers: Saussure-Lektüre in Weisgerbers Habilitationsschrift. In: K. D. Dutz (Hrsg.): Interpretation und Re-Interpretation. 2000, S. 51–66.
6. ↑  Hubert Ivo: Leo Weisgerbers Sprachdenken: kein Denken im Geist oder Buchstaben Humboldts. In: Ders. (Hrsg.): Leo Weisgerber: Engagement und Reflexion. Kritik einer didaktisch orientierten Sprachwissenschaft. Peter Lang, Frankfurt am Main 1994, S. 195–274.
7. ↑  Christopher Hutton: Linguistics and the Third Reich: Mother-Tongue Fascism, Race and the Science of Language. Routledge, London 1998. Ähnlich kritisch bereits Yakov Malkiel, Review of Horst Geckeler: Zur Wortfelddiskussion. Untersuchungen zur Gliederung des Wortfeldes „alt, jung, neu“ im heutigen Französisch. In: Foundations of Language. 12, 1971, S. 271–285 (274 f.).
8. ↑  Leo Weisgerber: Die Sprachgemeinschaft als Gegenstand sprachwissenschaftlicher Forschung. Köln / Opladen 1967, S. 36 f.
9. ↑  Theodor Ickler: Zermürbung der Hirne durch Schreibreform. Kleiner Besuch bei der buckligen Verwandtschaft: Die neue Rechtschreibung und der Nationalsozialismus. (PDF; 30 kB). In: Frankfurter Allgemeine Zeitung. 10. November 2000, Nr. 262, Feuilleton, S. 44.

## Veröffentlichungen
Die Liste seiner Publikationen umfasst 435 Titel. Darunter sind von besonderer, auch wissenschaftsgeschichtlicher Bedeutung die Bücher:
- Muttersprache und Geistesbildung. Vandenhoeck & Ruprecht, Göttingen 1929 (übersetzt ins Japanische, Koreanische und Russische).
- Die Zusammenhänge zwischen Muttersprache, Denken und Handeln, in: Zeitschrift für Deutsche Bildung, 1930, Heft 6
- Muttersprachliche Bildung, in: Franz X. Eggersdorfer et al. (Hrsg.), Handbuch der Erziehungswissenschaften. IV. Teil. Band 2, München, 1932
- Sprachwissenschaft und Volksgemeinschaft und die Bildungsaufgabe unserer Zeit, in: Zeitschrift für deutsche Bildung, 1934, Heft 6, S. 189–303
- Die Stellung der Sprache im Aufbau der Gesamtkultur, 1934
- Deutsches Volk und deutsche Sprache, 1935 Frankfurt am Main, Verlag Moritz Diesterweg.
- Muttersprache und volkhafte Erziehung, in: Politische Erziehung, 1937, Heft 5, S. 151–157
- Die volkhaften Kräfte der Muttersprache, 1939
- Die deutsche Sprache im Aufbau des deutschen Volkslebens, in: Gerhard Fricke et al. (Hrsg.), Von deutscher Art in Sprache und Dichtung. Band 1, Stuttgart. 1941, S. 3–41
- Die Entdeckung der Muttersprache im europäischen Denken, 1948
- Der Sinn des Wortes „Deutsch“. Göttingen 1949.
- Von den Kräften der deutschen Sprache. Pädagogischer Verlag Schwann, Düsseldorf. 4 Bände 1949–1950.
  - Band  I: Grundzüge der inhaltbezogenen Grammatik. 3., neubearb. Auflage. 1962.
  - Band  II: Die sprachliche Gestaltung der Welt. 3., neubearb. Auflage. 1962.
  - Band  III: Die Muttersprache im Aufbau unserer Kultur. 2., erw. Auflage. 1957.
  - Band  IV: Die geschichtliche Kraft der deutschen Sprache. 2., erw. Auflage. 1959.
- Die Lehre von der Sprachgemeinschaft, in: Frankfurter Hefte, 1965, Heft 3, S. 197–205
- Das Tor zur Muttersprache. Pädagogischer Verlag Schwann, Düsseldorf 1954, 9., unveränd. Auflage 1968.
- Sprachenrecht und europäische Einheit (1959).
- Übersetzungsfehler im Südtirol-Konflikt (1961).
- Die vier Stufen in der Erforschung der Sprachen (1963).
- Zweimal Sprache (1973).
- Zur Grundlegung der ganzheitlichen Sprachauffassung. Aufsätze 1925–1933. Hrsg. von Helmut Gipper. Pädagogischer Verlag Schwann, Düsseldorf 1964.